# Moldavia en los Juegos Paralímpicos de París 2024
Moldavia estuvo representada en los Juegos Paralímpicos de París 2024 por cinco deportistas, tres hombres y dos mujeres.

## Medallistas
El equipo paralímpico moldavo obtuvo las siguientes medallas:
| Nombre      | Deporte | Evento              |
| ----------- | ------- | ------------------- |
| Oro         |         |                     |
| —           |         |                     |
| Plata       |         |                     |
| Ion Basoc   | Judo    | +90 kg J1 masculino |
| Bronce      |         |                     |
| Oleg Crețul | Judo    | –90 kg J1 masculino |